# S.T.A.L.K.E.R.: Чисте небо
S.T.A.L.K.E.R.: Чисте небо (англ. S.T.A.L.K.E.R.: Clear Sky) — відеогра в жанрі шутера від першої особи з елементами survival horror та рольової гри, розроблена та випущена українською компанією GSC Game World для Microsoft Windows у 2008 році, для консолей у 2024 році. В залежності від платформи, видавцем виступили: GSC World Publishing, Deep Silver і GSC Game World. «S.T.A.L.K.E.R .: Чисте небо» це друга гра серії S.T.A.L.K.E.R., однак фактично є самостійним доповненням і приквелом до гри «S.T.A.L.K.E.R .: Тінь Чорнобиля» 2007 року. Ігровий рушій X-Ray, використаний в грі, був оновлений до версії 1.5 і став підтримувати DirectX 10.

## Сюжет

### Фабула

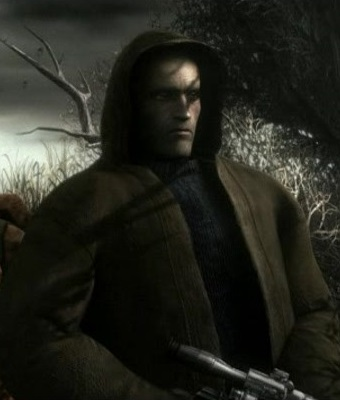
Головний протагоніст гри — найманець Шрам

У 2011 році група сталкерів підібралася дуже близько до центру Зони. В результаті стався найсильніший Викид, який повністю змінив Зону. Там, де раніше були безпечні території, з'являлися аномалії, і цілі загони сталкерів виявлялися замкненими серед них і гинули. Разом з тим від аномалій звільняються території, про які раніше нічого не було відомо. Розгорається ворожнеча між угрупуваннями за нові території, поля артефактів і сфери впливу. Починається війна угрупувань. Однак Зона залишається такою ж нестабільною, її часто турбують викиди…
Головним героєм є найманець на ім'я Шрам. Він вів по Зоні групу вчених, коли стався великий викид. Всі члени групи загинули, проте найманець вижив. Він був знайдений сталкерами угруповання «Чисте небо» — таємного угруповання, яке вивчало Зону і причини її появи. Сталкери доставили тіло Шрама на базу угруповання, де він прийшов до тями. Після чого вони вирішили, що це все не просто так, та взялися розбиратися у даній ситуації. Тоді за діло береться сам гравець.

### Дія гри

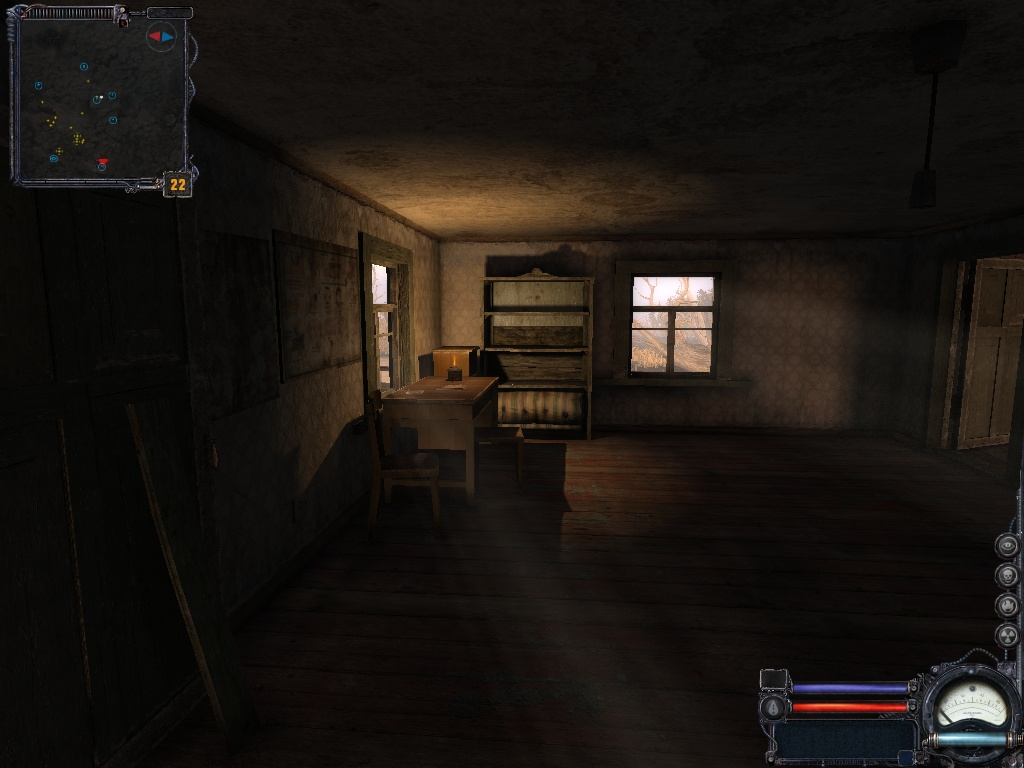
Скріншот з початку гри

Лебедєв, засновник і лідер «Чистого неба», розповідає Шраму про те, що найманець при викиді приймає весь удар на себе, і головному герою це загрожує неминучою загибеллю. Після недовгих роз'яснень про положення Лебедєва, що склалося в окрузі, приходить тривога з другого форпосту — його атакують мутанти. Шрам вирушає на форпост, де його знову вражає викид.
Прийшовши до тями на базі «Чистого неба», Шрам дізнається від Лебедєва, що при наступному викиді поза укриттям нервова система найманця повністю вигорить і він загине. Викиди відбуваються так часто тому, що хтось проник за «Випалювач мозку», і Зона намагається знищити цього незнайомця, знищуючи на шляху все живе.
У результаті нитки всіх чуток приводять гравця на «Кордон» до місцевого торговця Сидоровича, у якого невідомий сталкер цікавився рідкісними радіодеталями. Однак, щоб пробратися на «Кордон», необхідно витіснити ворогуюче з «Чистим небом» угруповання — «Ренегатів», яке раніше захопило всі важливі місця на болотах.
За допомогою Шрама «Чисте небо» зміцнює свої позиції та знищує головну базу ворогів. Захопивши підходи до стежок, найманець пробирається на Кордон, де йому вдається зв'язатися із Сидоровичем. Торговець погоджується допомогти, але тільки за послугу: повернути вкрадений у військових кейс з артефактом. Як з'ясовується пізніше, напад на військовий конвой вчинили місцеві сталкери на чолі з Панотцем Валер'яном. Організоване їм об'єднання сталкерів-одинаків переправляло товар Сидоровича через військових, роблячи з ними угоди. Проте командир військових, майор Халецький, вирішив продавати товар Бандитам і навіть примудрився віддати двох сталкерів в рабство на «Звалище». Одинаки не потерпіли такої зради з боку військових і взяли майора в полон, але подальшого чіткого плану дій у них немає. Становище загострюється, і військові готуються до штурму бази одинаків, щоб провчити їх і визволити свого офіцера. Але сталкери разом зі Шрамом беруть ініціативу у свої руки і зачищають бойові підступи військових на Кордоні: спочатку на елеваторі, а потім на АТП. Майор Халецький вражений таким розвитком подій розколюється та каже, де кейс. Найманець відносить кейс Сидоровичу, і той розповідає, що сталкер, що цікавить Шрама, носить прізвисько «Клик». Сидорович продав Клику деталі, які знайшов, а за рештою відправив на «Звалище» до дигерів.
На Звалищі, за міткою Клика, Шрам натрапив на труп дігера. За аудіозаписом в КПК Шрам дізнався, що за Кликом на схід вирушив дигер-посланник Васян. Шрам знайшов Васяна, коли того загнала в кут зграя сліпих собак. Від дігера найманець дізнався, що Клик пішов у «Темну долину».
У «Темній долині» через часті напади на базу угруповання «Воля» було оголошено посилений режим. На блокпості Шраму підказали, що він може отримати інформацію на базі угруповання. Тут Шрам стикається з комендантом бази на прізвище Щукін, який зіграє незвичайну роль у розвитку подій. Щукін відмовляє Шраму у зустрічі з лідером угруповання, поки база на карантині. Однак обіцяє влаштувати цю розмову, якщо найманець виконає його завдання. Після того як найманець убив псі-собаку на околицях бази, комендант відправив його на один з блокпостів. Прийшовши туди, Шрам побачив, що всі бійці «Волі» мертві. Після запису в КПК одного з бійців «Волі» всі зрозуміли, що комендант передавав ворогам всю інформацію про пересування «Волі». Шрам приніс КПК Чехову, лідеру та засновнику угруповання. Найманець дізнався, що Клик був у Чехова і шукав якусь технічну деталь. Проте решту інформації Чехов відкрив лише після того, як Шрам знайшов Щукіна, приніс його КПК Чехову, а той зрозумів, що комендант передавав відомості про «Волю» найманцям, які виконували контракт. Чехов розповів Шраму про те, що продав Клику деталь, яку той шукав, і зацікавився, навіщо Клику ця деталь — зазвичай такі застосовуються тільки в армійських дешифраторах. Технік угруповання, Дядька Яр, зберіг частоту КПК Клика, і по ньому Шрам дізнався, що Клик вирушив на «Звалище». Надавши допомогу «Волі» у боротьбі з найманцями, Шрам вирушив за Кликом.

### Вбити Стрільця
На «Звалищі» за міткою КПК Клика Шрам потрапив до підвалу Барахолки, де його оглушили бандити, забрали все спорядження з грошима і втекли. Прокинувшись, Шрам знайшов КПК Клика в підвалі, і по ньому все стало ясно — Лебедєв мав рацію щодо того, що хтось пробрався через «Випалювач Мізків». У КПК був запис про те, що група, в якій був Клик, здогадалася, що про їхній похід до центру Зони дізналися. Як йшлося у записі, докладний план їх подальших дій перебував у схованці, координати якої були присутні у КПК. Схованка знаходилася в підземеллях НДІ «Агропром». Наздогнавши бандитів і повернувши своє спорядження, Шрам подався туди.
На колишній території підприємства «Агропром» Шрам зустрівся з генералом Криловим, лідером угруповання «Долг». Той повідомив найманцю, що «Долгівців» постійно атакують мутанти, які вилазять із підземель. Шрам погодився спуститися під «Агропром» та затопити підземні ходи.
Спустившись у підземелля і майже повністю затопивши їх, Шрам знайшов схованку Стрільця. З аудіозапису КПК у схованці Шрам дізнався, що до центру Зони проникли сталкери з прізвиськами Стрілець, Клик та Привид. Вони готують другий похід до центру Зони, що, за словами Лебедєва, призведе до другого Надвикиду — набагато сильнішого, ніж перший, через який все живе загине, а Зона перейде в цілком нестійкий стан. Стрілець попрямував на Янтар до вченого Сахарова за пристроєм, який збереже розум членів групи в цілості та безпеці.
На «Янтарі» Сахаров розповів Шраму про те, що Стрілець уклав з вченими угоду — нібито хотів допомогти у випробуванні пристрою, що захищає від псі-випромінювання. Вчені дали йому експериментальний прототип, і Стрілець вирушив на заводську територію «Янтаря». Однак він звідти не повернувся, і сигнал, отримуваний вченими від пристрою, було втрачено. Сахаров, дізнавшись про наміри Шрама наздогнати Стрільця, розповів йому, що є можливість врівноважити рівень псі-випромінювання настільки, щоб можна було перебувати на території комплексу. Шрам дізнався, що нещодавно група сталкерів знайшла на заводській території якусь технічну документацію, але повернутись не змогла. Шрам подався за документами і приніс їх Сахарову. За ними Сахаров остаточно зрозумів, що врівноважити рівень псі-випромінювання можна.

### Погоня за Стрільцем
За вказівкою Сахарова Шрам вирушив до загону сталкерів під керівництвом Лівші. Мета загону — перезапуск системи охолодження, з вини якої псі-випромінювання нестійке. Загону вдається здійснити перезапуск системи, і рівень псі-випромінювання врівноважується. Сахаров передає Шраму повідомлення, що Стрілець знаходиться дуже близько. Шрам у гонитві за Стрільцем потрапляє до колишнього заповідника «Рудий ліс».
Там Шрама зустрічає засідка: загін найманих сталкерів, яких до цього найняв Стрілець. За час перестрілки Стрілець тікає в тунель, який одразу ж підриває за собою. Зі Шрамом зв'язується Лебедєв і згадує, що єдина можливість тепер наздогнати Стрільця — пройти в закинуте місто Лиманськ. Однак шлях проходить через річку, міст, через яку керується на протилежному березі «Ренегатами». Лебедєв дає доручення Шраму вирушити до сталкера на ім'я Лісник, який може знати спосіб пройти до Лиманська. Щоб знайти Лісника, Шраму доводиться пройти через весь ліс, що кишить мутантами, і через аномалію-портал.
Лісник розповідає, що іноді до нього на КПК надходять прохання найманців про допомогу з Лиманська, але сигнал надто слабкий. Лісник радить Шраму вийти до «Армійських складів», де сигнал має бути кращим. Там Шрам приймає повідомлення від найманців, які потрапили в аномалію, з якої вони ніяк не можуть вибратися. Повернувшись до Лісника і передавши йому координати найманців, Шрам дізнався докладніше про цю аномалію під назвою «Просторовий міхур». Лісник розповів, як сам якось у неї потрапив, проте там же знайшов артефакт, який вивів його із цієї аномалії. Після невеликого завдання для Шрама (принести зі старих шахт у лісі артефакт «Компас») Лісник пообіцяв, що подумає над тим, як вивести найманців з аномалії, і запропонував Шраму вирушити на «Армійські склади», де на базі військових є потужний радіопередавач. за допомогою якого найманцям можна буде відповісти. Після Надвикиду на базі вижило півтора десятка солдатів, яких командування кинуло напризволяще, не ризикуючи посилати загони у виведену викидом із рівноваги Зону. Після перемоги над військовими Шрам знайшов і використав передавач, і, за допомогою інструкцій Лісника, загін найманців успішно вибрався з аномалії, почав просуватися до мосту в Лиманськ, захопленому «Ренегатами».
Коли Шрам прибув до мосту, елітний загін «Чистого неба» на чолі з Лебедєвим уже був там. Найманці, які теж прибули до мосту, на протилежному березі намагалися опустити міст. У результаті міст був опущений, а загін «Ренегатів» переможений.
Передова група «Чистого неба» разом із Шрамом вирушила через Лиманськ. Там вирувала справжня війна, оскільки після відкриття другого шляху до центру Зони туди відправили свої загони майже всі угруповання. Потім, долаючи перешкоди та заслони угруповання «Моноліт» та військових, групі «Чистого неба» вдалося пробитися через Лиманськ. Шлях до центру Зони пролягав через покинутий госпіталь, де групу «Чистого неба» зустріли бійці «Моноліта». Також Шраму довелося знищити гелікоптер військових. Після цього найманець потрапляє на Чорнобильську АЕС, де зустрічається з Лебедєвим та його елітним загоном.

### Кінцівка
Петренко (боєць «Чистого неба») передає Лебедєву частоту Стрільця, який знаходиться вже зовсім поруч. Проте навколо Стрільця захисне поле. Шрамові дають електромагнітну гармату, щоб він розбив захисне поле Стрільця, з чим найманець успішно справляється.
Проте потім всі прилади сталкерів зашкалюють і тут трапляється Викид. Далі всі сталкери, в тому числі Стрілець, Шрам і загін «Чистого неба», без свідомості лежать в приміщенні перед спеціальними моніторами групи О-свідомість. Ці монітори зомбують сталкерів.
В результаті другого супервикиду географія Зони перейшла в той стан, який можна бачити в «Тіні Чорнобиля». Однак обладнання дає збій, і вчені не помічають, що в складі агентів виявився сам Стрілець. У результаті «промивання мозку» він втрачає пам'ять і стає одним з агентів «Усвідомлення» з завданням «Вбити Стрільця». З цією метою навесні 2012 року агентів, у тому числі і Стрільця відправляють з ЧАЕС до околиці Зони на «вантажівці смерті». Тут починається сюжет гри «S.T.A.L.K.E.R.: Тінь Чорнобиля».

## Розробка

### Історія розробки
Проект почав розроблятися у вересні 2006 року. Він тоді звався «S.T.A.L.K.E.R.: Anarchy Cell». У ньому планувалися такі локації як: Катакомби; Міст через річку Прип'ять; Підземелля Прип'яті (відновлені в «S.T.A.L.K.E.R.: Поклик Прип'яті») та Генератори. Проте перші 2 локації зовсім не реалізовані і залишилися лише на рівні концепт-артів, інші ж вирізали.
Щоправда, локація «Катакомби» була перейменована на «Занедбаний госпіталь» і почала перебувати між Лиманськом та ЧАЕС. 11 липня 2007 року відбувся анонс гри — під назвою «S.T.A.L.K.E.R.: Чисте Небо». Вихід заплановано на перший квартал 2008 року. У липні 2008 року було викрадено заводську копію гри. Викрадачем виявився користувач під ніком Мечений. Як виявилося, диск із грою із заводу йому подарувала знайома, яка там працювала. Пізніше гру виклали на торрент. Гра планували випустити 29 серпня 2008 року, проте через інцидент з викраденою копією гра вийшла рівно на тиждень раніше — 22 серпня 2008 року.

### Підтримка гри
30 червня 2009 року розробники випустили патч, що оновлює гру до версії 1.5.10. Патч вносить низку значних змін до мережевої версії, а також покращує одиночну гру. Для версії 1.5.10 розробники випустили мульти-патч v.2, який дозволяє увімкнути вертикальну синхронізацію та виправляє виліт на вікні списку серверів у мережній грі.
Існують неофіційні патчі ігри версії 1.5.10 для усунення помилок.
Є велика кількість неофіційних ігор. Серед них є глобальні, графічні та сюжетні моди.

## Нововведення
- Додані нові території: «Рудий Ліс», «Лиманськ», «Болота», «Занедбаний Госпіталь». Разом з цим прибрано деякі локації з першої гри: «Бар», «Дика Територія», «Радар», «Прип'ять», «Саркофаг», «Бункер Управління Монолітом».
- Крім старих угруповань (сталкери, вчені, «Обов'язок», «Воля», «Моноліт», «Бандити», військові та найманці) з'явилися нові («Чисте Небо», «Ренегати»). Гравець може взяти участь у війні угруповань: вступити в будь-яке з 5 доступних ігрових фракцій («Сталкери», «Чисте Небо», «Обов'язок», «Воля» або «Бандити») і привести своє угруповання до перемоги над її ворогом.
- Покращено інтелект комп'ютерних противників.
- Змінено систему аномальних зон та пошуку артефактів.
- З'явилися випадкові викиди, які можуть статися під час переходу з локації на локацію.
- У порівнянні з попередньою грою серії, покращена графіка: додана підтримка DirectX 10 (а з патчем 1.5.07 — DirectX 10.1); доопрацьовано рендер DirectX 9. У грі використовується покращена версія ігрового движка X-Ray 1.5. Додано інверсна кінематика.
- Поліпшено зовнішній вигляд зброї; додано нову, але в офіційній версії моделі зброї знову ж таки не ліцензовані.
- Здоров'я гравця у грі повільно відновлюється, але кровотеча стала небезпечнішою загрозою, оскільки у разі важкого поранення не припиняється без застосування медикаментів.
- На зміну статичним трекам прийшла динамічна музика. Під час наростання напруги у внутрішньоігрових подіях музика переходить від мелодійної до напруженої.
- NPC тепер можуть кидатися гранатами. На екрані з'являється попередження про гранат, що знаходиться поруч, і стрілка, що вказує на рятівний шлях.
- Повністю перероблені концепти КПК. Тепер у ньому можна знайти всю інформацію про війну угруповань; на карті відображаються місця можливої присутності супротивника (у тому числі мутантів) і так далі. Також тепер у ньому немає розділів «Енциклопедія», «Ранги», «Контакти» та «Дані».
- Деякі персонажі за окрему плату можуть давати наведення на схованки.
- Головний герой може покращувати зброю та броню у механіків, які присутні на базі кожного угруповання (за винятком ворожих). Слід зауважити, що без покращень зброя має такі низькі показники, що вона практично марна для справжнього бою. До того ж, поліпшення потрібні для появи первісних для даної зброї можливостей, наприклад, кріплення підствольного гранатомета на АК-74.
- Зброю та броню можна ремонтувати у механіків та деяких інших персонажів (Лісник; командири загонів «Чистого неба» в Лиманську та Госпіталі) за певну ціну (залежно від ступеня пошкодження та від ціни зброї/броні).
- На всіх локаціях (крім Лиманська, «Госпіталю» та ЧАЕС) розміщено кілька провідників — персонажів, здатних за певну плату (залежно від відстані та типу відносин) миттєво супроводити гравця у певне місце. Доступність цих місць для супроводу залежить, по-перше, від того, чи зайняті вони ворогами того угруповання, до якого належить провідник; і, по-друге, від того, чи побував раніше на цьому місці головний персонаж. Безкоштовно можна користуватися лише послугами провідника з угруповання «Чисте Небо» — доти, доки головний герой не перейде вперше з Болот на Кордон.
- У травні 2009 року вийшла версія гри українською мовою, яка встановлюється на російську версію з будь-яким патчем. За заявою розробників, локалізація ще краще представляє кожне угруповання. Так, наприклад, «Долг» говорить суто російською мовою, а «Бандити» та «Ренегати», в основному, говорять на суржику, що додає грі колориту[1]. Українською говорять Сталкери, Вчені, «Чисте небо» та «Воля»; російською — ВІйськові, «Обов'язок» і «Моноліт».
- Артефакти тепер потрібно шукати за допомогою детекторів, бо без цього їх не побачити неозброєним оком та не підібрати.

## Колекційні видання
На релізі «S.T.A.L.K.E.R.: Чисте Небо» в Україні, та низці країн Східної Європи, була видана в кількох варіантах. Окрім «Колекційного видання», обмеженим тиражем було випущено «Спеціальне видання» — з аналогічним складом, але доповнене копією гри «S.T.A.L.K.E.R.: Тінь Чорнобиля». Звичайні видання гри випускалися у вигляді «Стандартного видання», упакованого в CD-box, крім того, тільки на території України виходило «Розширене видання», яке нічим не відрізнялося від стандартного, крім упаковки DVD-box у картонному рукаві. На додачу вийшло «Подарункове видання», схоже на розширене, але доповнене книгою в м'якій палітурці — збіркою оповідань і в деяких варіантах також DVD-диском з бонусними матеріалами за грою або керівництвом користувача.
| Предмети | Видання гри         | Видання гри                             | Видання гри                             | Видання гри                             | Видання гри                                      | Видання гри                                      | Видання гри |
| --- | ------------------- | --------------------------------------- | --------------------------------------- | --------------------------------------- | ------------------------------------------------ | ------------------------------------------------ | ----------- |
| Предмети | Стандартне          | Розширене                               | Подарунок                               | Подарунок                               | Колекційне                                       | Спеціальне                                       |             |
| Диск із грою «S.T.A.L.K.E.R.: Чисте Небо»                                                                              | Так                 | Так                                     | Так                                     | Так                                     | Так                                              | Так                                              |             |
| Картка-вкладиш із рекламою книжкової серії S.T.A.L.K.E.R. та іншого                                                    | Так                 | Так                                     | Так                                     | Так                                     | Ні                                               | Ні                                               |             |
| Книга в м'якій палітурці «S.T.A.L.K.E.R. Збірка оповідань»                                                             | Ні                  | Ні                                      | Так                                     | Так                                     | Так                                              | Так                                              |             |
| Кольоровий посібник користувача до гри «S.T.A.L.K.E.R.: Чисте Небо»                                                    | Ні                  | Ні                                      | Так                                     | Ні                                      | Так                                              | Так                                              |             |
| DVD-диск з бонусними матеріалами з гри                                                                                 | Ні                  | Ні                                      | Ні                                      | Так                                     | Так                                              | Так                                              |             |
| Плакат із картою Чорнобильської зони відчуження та артом (двосторонній)                                                | Ні                  | Ні                                      | Ні                                      | Ні                                      | Так                                              | Так                                              |             |
| Плакат з календарем «Лиманськ 1985: Завітайте до нашого сонячного міста» (календар на кінець 2008 — початок 2009 року) | Ні                  | Ні                                      | Ні                                      | Ні                                      | Так                                              | Так                                              |             |
| Світильник-нічник «Артефакт», що змінює колір                                                                          | Ні                  | Ні                                      | Ні                                      | Ні                                      | Так                                              | Так                                              |             |
| Бандана з написом «S.T.A.L.K.E.R.: Чисте Небо» (трапляється випадково: чорного або оливкового кольору)                 | Ні                  | Ні                                      | Ні                                      | Ні                                      | Так                                              | Так                                              |             |
| Нашивка угруповання (трапляється випадково: «Чисте небо», «Одиночки», «Бандити», «Моноліт»)                            | Ні                  | Ні                                      | Ні                                      | Ні                                      | Так                                              | Так                                              |             |
| Металева бензинова запальничка з гравіюванням «S.T.A.L.K.E.R.: Чисте Небо»                                             | Ні                  | Ні                                      | Ні                                      | Ні                                      | Так                                              | Так                                              |             |
| Металевий жетон з гравіюванням «S.T.A.L.K.E.R.: Чисте Небо»                                                            | Ні                  | Ні                                      | Ні                                      | Ні                                      | Так                                              | Так                                              |             |
| Диск із грою «S.T.A.L.K.E.R.: Тінь Чорнобиля» (запакований у CD-box)                                                   | Ні                  | Ні                                      | Ні                                      | Ні                                      | Ні                                               | Так                                              |             |
| Упаковка | CD-box (Jewel-case) | DVD-box (Keep-case) у картонному рукаві | DVD-box (Keep-case) у картонному рукаві | DVD-box (Keep-case) у картонному рукаві | Картонна коробка з дисками у паперових конвертах | Картонна коробка з дисками у паперових конвертах |             |

### Варіанти європейських видань

#### Видання від CD Projekt
Видавцем і дистриб'ютором S.T.A.L.K.E.R.: Clear Sky в деяких країнах Східної Європи (Польща, Чехія, Словаччина та Угорщина) є польська компанія CD Projekt, якій у цій території було випущено кілька колекційних видань гри. S.T.A.L.K.E.R.: Czyste Niebo Edycji Kolekcjonerskiej — лімітоване колекційне видання, що вийшло тільки в Польщі обмеженим тиражем у 699 штук. Запаковано в невелику військову сумку кольору хакі, стилізовану під медичну аптечку. До складу входить: диск з грою та CD-диск з саундтреком в ексклюзивному діджіпаку для DVD, коричнево-оранжева футболка з знаком радіації та логотипами гри (розмір XL), плакат з картою Чорнобильської зони відчуження, посібник користувача, друкований графічний альбом (артбук) у м'якому перельоті, одна з чотирьох нашивок угруповання, 4 наклейки з емблемами угруповань та сертифікат справжності видання. За попереднє замовлення через сайт gram.pl додатково додавалася бензинова запальничка чорного кольору з логотипом гри та інструкціями до неї. Початковий тираж видання був 500 копій, але пізніше через високий попит було довипущено ще 199 штук. Додатковий тираж видання мав деякі відмінності від основного: інша сумка-упаковка оливкового кольору та відсутність доповнення у вигляді бензинової запальнички.
Крім цього, CD Projekt для Чехії та Словаччини було випущено розширене видання, що містить: диск з грою в DVD-box в сліпкейс, плакат з картою Чорнобильської зони відчуження, 4 наклейки з емблемами угруповань, керівництво користувача (56 сторінок) і CD-диск із саундтреком.

#### Видання від Deep Silver
Компанією Deep Silver в Німеччині було видано колекційне видання, що вийшло обмеженим тиражем і офіційно продається тільки на сайті amazon.de. Запаковано в невелику стилізовану сталеву коробку — зі слідами іржі, з рельєфною назвою гри, знаком радіації та іншими елементами. У комплектацію входить: диск з грою в DVD-box, диск з бонусними матеріалами у паперовому конверті, плакат з картою Чорнобильської зони відчуження та артом (двосторонній, розмір A2), книга «Апокаліпсис» (нім. Apokalypse)  за авторством Бернда Френца, значок-шпилька з логотипом гри та знаком радіації та рекламний буклет.
Також на території Західної Європи, до того ж, від Deep Silver вийшло «Обмежене спеціальне видання» — Limited Special Edition, упаковане в металевий бокс (стилбук) у пластиковому рукаві, куди входить: диск з грою, DVD-диск з бонусними матеріалами, плакат з картою Чорнобильської зони відчуження та артом (двосторонній) та посібником користувача.

## Музика
Над музикою до «S.T.A.L.K.E.R.: Чисте небо» працював український композитор Олексій Омельчук. Незважаючи на відхід MoozE, у саундтреку «Чисте небо» було використано частину написаних ним раніше композицій для «S.T.A.L.K.E.R.: Тінь Чорнобиля».
Вперше саундтрек був випущений 22 серпня 2008 року у складі DVD-диску з бонусними матеріалами в російському колекційному виданні. Окремо на CD-диску він вийшов лише в деяких східноєвропейських виданнях від CD Projekt. «S.T.A.L.K.E.R.: Чисте небо» разом з іншими іграми серії S.T.A.L.K.E.R. 6 лютого 2014 стали доступні в сервісі цифрової дистрибуції GOG.com, де разом з грою як додаткові матеріали поставляється і саундтрек у форматах MP3 і FLAC.
| 2008, S.T.A.L.K.E.R.: Clear Sky Soundtrack | 2008, S.T.A.L.K.E.R.: Clear Sky Soundtrack | 2008, S.T.A.L.K.E.R.: Clear Sky Soundtrack | 2008, S.T.A.L.K.E.R.: Clear Sky Soundtrack | 2008, S.T.A.L.K.E.R.: Clear Sky Soundtrack |
| #                                          | Назва                                      | Автор                                      | Використовується у грі                     | Тривалість                                 |
| ------------------------------------------ | ------------------------------------------ | ------------------------------------------ | ------------------------------------------ | ------------------------------------------ |
| 1.                                         | «Swamps of Despair»                        | Олексій Омельчук                           | Вдень на локації Болота                    | 4:17                                       |
| 2.                                         | «Theme of Escape»                          | MoozE                                      | Днем на локації Кордон                     | 8:34                                       |
| 3.                                         | «Shadows»                                  | Олексій Омельчук                           | Вночі на локаціях Кордон і Темна долина    | 4:40                                       |
| 4.                                         | «Theme of Garbage»                         | MoozE                                      | Вдень на локації Сміттєзвалище             | 5:01                                       |
| 5.                                         | «Radwind Pt.1»                             | MoozE                                      | Днем на локації Темна долина               | 3:16                                       |
| 6.                                         | «Fog»                                      | MoozE                                      | Вночі на локації НДІ «Агропром»            | 3:05                                       |
| 7.                                         | «S.A.D.»                                   | MoozE                                      | Вдень на локації НДІ «Агропром»            | 4:35                                       |
| 8.                                         | «Theme of Red Forest»                      | MoozE                                      | Вдень на локації Рудий ліс                 | 5:31                                       |
| 9.                                         | «Ghost City»                               | Олексій Омельчук                           | На локації Лиманськ                        | 4:42                                       |
| 10.                                        | «Radwind Pt.2»                             | MoozE                                      | Днем на локації Темна долина               | 2:16                                       |
| 11.                                        | «Hospital»                                 | Олексій Омельчук                           | На локації Госпіталь                       | 4:22                                       |
| 12.                                        | «Sleeping in Ashes v.2»                    | MoozE                                      | Вдень на локації Військові склади          | 4:48                                       |
| 55:07                                      |                                            |                                            |                                            |                                            |

Крім фонового саундтреку у грі є музика, що грає на базах сталкерських угруповань, яка також написана Олексієм Омельчуком. При створенні деяких композицій за основу були взяті сторонні музичні твори.
| Назва у файлах гри          | Автор            | Використовується у грі                                        | Опис                                                                                                 |
| --------------------------- | ---------------- | ------------------------------------------------------------- | --- |
| marsh_radio_1.ogg           | Олексій Омельчук | В Холодному барі на базі угруповання «Чисте небо» на Болотах. | Джазовая композиція, прообраз мелодії невідомий.                                                     |
| garbage_bandits_radio_1.ogg | Олексій Омельчук | У барі Super Хавчик на базі бандитів, локація Свалка.         | Шансонна мелодія, основою послужила пісня «Хоп, сміття» групи «Воровайки».                           |
| freedom_base_radio_1.ogg    | Олексій Омельчук | На базі угруповання «Воля» у Темній долині.                   | Реггі-композиція, основою послужила пісня «Kinky Reggae» Боба Марлі та групи The Wailers.            |
| duty_base_radio_1.ogg       | Олексій Омельчук | На базі угруповання «Обов'язок» на НДІ «Агропром»             | Головна тема гри із саундтреку «Герої знищених імперій».                                             |
| duty_base_radio_2.ogg       | Олексій Омельчук | На базі угруповання «Обов'язок» на НДІ «Агропром»             | Трек «Austria» із саундтреку доповнення «Козаки II: Битва за Європу».                                |
| radio_1.ogg                 | FireLake         | На базі сталкерів-одинаків на НДІ «Агропром»                  | Пісня «Fighting Unknown» українського гурту FireLake із саундтреку «S.T.A.L.K.E.R.: Тінь Чорнобиля». |

## Оцінки
| Агрегатор    | Оцінка  |
| ------------ | ------- |
| GameRankings | 74,04 % |
| Metacritic   | 75/100  |

| Видання | Оцінка |
| ------- | ------ |
| 1Up.com | B      |

Гра отримала «загалом схвальні відгуки» згідно з агрегацією відгуків веб-сайтом Metacritic. Edge висловив думку, що гра «перетворює найкращі та найгірші комп'ютерні ігри на щось надзвичайне».

Онлайн-видання «Daily Digital Digest» поставило грі оцінку в 7,5 з 10 можливих. Оглядач негативно відгукнувся про рівновагу гри, проте позитивно оцінив нововведення та живе оточення, зазначивши, що «у першій грі серії з цим якось не склалося: і технології начебто були на рівні, і дизайн відповідний, але все одно Зона виглядала якоюсь мертвою. Начебто безіменний фотограф зняв на плівку ключові декорації, а потім їх просто розмножили. У приквелі все інакше». 3DNews похвалили нову локацію «Болота»; позитивно оцінена та покращена графічна складова гри. Локація «Лиманськ» була оцінена на середньому рівні: «Лиманськ — занедбане затишне містечко, привіт з 80-х. З ним, правда, вийшла невелика осічка: як би ви не хотіли назвати „Clear Sky“ шутером з відкритим світом, Лиманськ — це звичайний коридор, прокладений серед будинків. Деяка замкнутість — не те щоб кричущий недолік, але, за загального прицілу, на відкритість хотілося б більше свободи». Війна угруповань — головне нововведення другої самостійної частини — була оцінена негативно: війна угруповань «вийшла в результаті не такою захоплюючою, як уявлялася. Та й помилки все псують, хоча взяти участь у боротьбі сторін, безперечно, цікаво». Останнім коментарем рецензента було узагальнення гри: «Чисте небо — це теж певною мірою рідкісний артефакт, занедбаний прямо в аномалію. Аномалію з помилок, гальм, вильотів та інших неприємностей. Але чи наважитеся ви копатися в такій купі сміття, щоб вивудити дорогоцінний камінь? Спробувати варто, а якщо все одно нічого не виходить — нові патчі не за горами. Ось тільки багато хто зважиться купити третій S.T.A.L.K.E.R. у день релізу?» 
|  | Здорово набравши у плані життєвості картинки, «Clear Sky» помітно додав окулярів і за іншим параметром - залученості. І все було б добре, якби не постійні «вильоти» та прикрі «баги»... |

Найбільший і найстаріший російськомовний ігровий сайт Absolute Games поставив грі оцінку в 47 % зі статусом «мляво», яка є найнижчою в серії. Оглядач почав із натяків на відсутність рівноваги гри, назвавши попередню частину «неповноцінною». Absolute Games назвав гру розширеним перевиданням «з іншим сюжетом, чотирма новими локаціями, букетом старих болячок та незнайомим головним героєм», а також упродовж усієї рецензії жартував над рівновагою гри. Негативно було оцінено баланс нововведення — персонажів-провідників, проте «механіки» отримали позитивний відгук у рецензії. Модель пошкоджень теж розкритикувалася. Оновлений штучний інтелект оглядач назвав «ідіотизмом», а війну угруповань описав у поганих фарбах. Також була розкритикована одна з ігрових ситуацій: «Чим ближче найманець до розв'язки, тим вже стіни незримого коридору. Перший дзвіночок — пограбування на Барахолці: варто герою зайти до підвалу за захованим наладонником, як мародери приголомшують його і забирають увесь скарб. Навіщо GSC вставила цю безглузду сценку, коли і їжу ясно: народ завантажить „сейв“ і спокійно викладе цінні речі за півметра від злощасних дверей?» Додані в гру елементи шутера на спеціально відведених для цього локаціях рецензенту не сподобалися, і він назвав одну з ігрових локацій, «Лиманськ», де ігрова дія розрахована на стрілянину, пародією на гру «Call of Duty 4», чия Прип'ять котить у бетон обидві частини «S.T.A.L.K.E.R.» і по драйву, і за емоціям.
|                                   | По суті Чисте небо - розширене перевидання з іншим сюжетом, чотирма новими локаціями, букетом старих болячок і незнайомим головним героєм. |
| — На підставі оцінок користувачів | |

Журнал PC Gamer поставив грі хорошу оцінку — 89 %, зазначивши, що приквел виявився «крутішим» першої частини. Війна угруповань була позитивно оцінена, похвалено було і зброю з її можливістю поліпшення. З правильної сторони були показані особливості оновленого ігрового двигуна X-Ray; графічна частина отримала похвальне порівняння про те, що вона «потужна» і «обраховує близько 800000 полігонів за кадр. Більшість сучасних двигунів ламається на 200», також було похвалено одну з головних графічних «родзинок» X-Ray — освітлення та фотореалістичні текстури. Штучний інтелект також отримав від рецензента позитивний відгук. Був залишений гарний відгук: «Поки не спіймав маслину… Речі, про які треба знати про „Чисте небо“, щоб підтримати розмову», в якому були похвалені аномалії, оновлений анімаційний двигун, а зокрема стрілянина сталкерів через укриття та приємні посиденьки сталкерів біля багаття з розповіддю захоплюючих анекдотів.
|  | За допомогою миші та клавіш WASD зображати дружелюбність та готовність до співпраці на мушці у переляканого сталкерського кордону; дивитися в моторошні білі очі мутанта, рахуючи секунди до заміни обойми; вбирати обриси іржавих ЗІЛ'ів і химерні плями кахлю, що обсипався на стінах будівель, коли освоюєшся в незнайомій зоні, — все це не можна описати, оцінюючи технології, правила гри, місце в жанрі. |

|  | Гра з унікальним світом, яку поспішили випустити. Її хочеться пройти, незважаючи на усі недоробки. |

Гра добре працює на системі з процесором Core 2 Duo та відеокартою GeForce 8800 GTS на роздільній здатності 1920x1200 пікселів, якщо вимкнено згладжування та ефекти освітлення DX10. Для максимальної графічної якості на високих роздільних здатнах знадобиться відеокарта Radeon HD 4870 або GeForce GTX 280. GTX 280. Є детальний опис оптимальних графічних налаштувань з картинками та таблицями.

## Критика гри
Відразу ж після виходу в світ і появи у продажу гра стала предметом жорсткої критики і скарг гравців. Причиною тому послужила величезна кількість внутрішніх помилок гри, через які ігровий процес був інколи дуже складним. Але розробники практично відразу випустили перші патчі. Також на багатьох ігрових форумах гарячими темами обговорення ставали саме викиди у скриптованих моментах гри.
Також об'єктом скарг гравців стали системні вимоги гри. Відмінна графіка і ефекти гри виставили комп'ютерам чималі вимоги до компонентів. Зазначеною в документації «оптимальної конфігурації» не завжди вистачало, щоб отримати стабільну частоту кадрів при високій деталізації. Скарги від гравців на низьку продуктивність навіть на найпотужніших системах також негативно позначилися на репутації гри.
Спірними стали також зміни геймплея — з одного боку, підвищилася близькість з дійсністю; з іншого — з'явилося більше моментів одноманітної стрілянини. Це призвело до того, що окремі епізоди гри (наприклад, рівні «Лиманск», «Покинутий Госпіталь» та «ЧАЕС») перетворилися в лінійний FPS-шутер. Покращений інтелект ворогів також розкритикували гравці: ворожі персонажі «навчилися» дуже влучно стріляти і кидати гранати в гравця незалежно від дистанції.

## Інші ігри серії
- S.T.A.L.K.E.R.
- S.T.A.L.K.E.R.: Тінь Чорнобиля
- S.T.A.L.K.E.R.: Поклик Прип'яті
- S.T.A.L.K.E.R. 2